# Alling, Oberbayern
Alling är en kommun och ort i Landkreis Fürstenfeldbruck i Regierungsbezirk Oberbayern i förbundslandet Bayern i Tyskland, cirka 25 km väster om München. Kommunen omfattar orterna Alling, Biburg och Holzhausen.